# Harrison (Arkansas)
Harrison település az Amerikai Egyesült Államok Arkansas államában, Boone megyében, melynek megyeszékhelye is. Lakosainak száma 13 069 fő (2020. április 1.).

## Népesség
A település népességének változása:

| 2010 | 12 943 |
| 2020 | 13 069 |